# Зоонозы
Зооно́зы, зооно́зные инфе́кции (от др.-греч. ζῷον — животное, живое существо + греч. νόσος — болезнь) — группа инфекционных и паразитарных заболеваний, возбудители которых передаются человеку от других животных. Возбудителями зоонозов и антропонозов выступают простейшие, вирусы, бактерии, грибки, гельминты, паразитические клещи.

## Эпидемиология
Зоонозы, такие как бруцеллёз, туберкулёз, сибирская язва, ящур, передаются человеку от больных животных через мясо и молоко.
Для возбудителей зоонозов человек является неспецифическим хозяином, заражение людей зоонозными заболеваниями происходит эпизодически. Как правило, организм человека становится для них биологическим тупиком. Человек никогда не служит резервуаром возбудителей зоонозов.
Многие зоонозные инфекции имеют ограниченную распространённость
Основной причиной появления новых зоонозных патогенов в человеческих популяциях является усиление контактов между людьми и дикой природой.
Это может быть вызвано как освоением человека районов прежде дикой природы, так и миграцией диких животных в районы деятельности человека. Примером первого из этих двух сценариев является вспышка вируса Нипах на малайском полуострове в 1999 году, когда в местах обитания плодовых летучих мышей, являющихся естественным резервуаром вируса Нипах, началось интенсивное свиноводство. Неопознанное заражение свиней усилило инфекцию, вирус мутировал, и в конечном итоге произошла передача освоившего свиней вируса фермерам. В результате вспышки заболевания умерли 105 человек.
Некоторые зоонозы могут становиться антропонозами, причём на довольно длительное время. Так, желтая лихорадка, изначально циркулировавшая среди обезьян в джунглях (лесной очаг), с начала XVII века до начала XX века циркулировала исключительно среди людей (городской очаг). В настоящее время, в связи с повсеместным истреблением комаров-переносчиков, городские очаги практически исчезли, хотя в джунглях жёлтая лихорадка продолжает персистировать.

## Профилактика
Профилактические мероприятия вспышек зоонозных инфекций зависят от возбудителя и носителя конкретной инфекции. Однако есть общие для всех инфекций рекомендации, выполнение которых снижает риск заражения человека — это соблюдение санитарных правил при уходе за сельскохозяйственными животными.
Безопасные и надлежащие руководящие принципы ухода за сельскохозяйстевнными животными помогают снизить вероятность вспышек зоонозных инфекций, переносимых с пищевыми продуктами (яйца, мясо, молочные продукты, некоторые овощи). Для предотвращения таких инфекционных вспышек важно соблюдать стандарты очистки питьевой воды и удаления отходов, а также защищать поверхностные воды от загрязнения.
Просвещение населения с целью распространения поведенческих паттернов личной гигиены тоже имеет значение для предотвращения зоонозных заболеваний. Главная гигиеническая мера для этого — обязательное мытьё рук после контакта с сельскохозяйственными животными.